# Krasnyj Rog (stacja kolejowa)
Krasnyj Rog (ros. Красный Рог) – stacja kolejowa w miejscowości Krasnyj Rog, w rejonie wygonickim, w obwodzie briańskim, w Rosji. Położona jest na linii z Briańska do Homla.

## Historia
Stacja powstała w XIX w. na poleskiej drodze żelaznej, pomiędzy stacjami Poczep i Pilszyno.